# Patricio Hernández
Patricio José Hernández (* 16. August 1956 in San Nicolás de los Arroyos) ist ein ehemaliger argentinischer Fußballspieler und -trainer.

## Spielerkarriere

### Vereinskarriere
Patricio Hernández begann seine fußballerische Laufbahn im Jahre 1974 bei Estudiantes de La Plata. Bei dem damals schon dreimaligen Copa-Libertadores-Sieger spielte er unter anderem zusammen mit Rubén Pagnanini, José Luis Brown und Miguel Ángel Russo, gewann mit dem Verein allerdings keine nationale Meisterschaft in Argentinien. 1982 verließ er Estudiantes nach 195 Spielen und 56 Toren in der Primera División und spielte fortan für Torino Calcio in Italien. Er war bei diesem Wechsel der damalige Rekordtransfer von Estudiantes und brachte viel Geld in die Vereinskassen. Estudiantes konnte seinen Kader verstärken und gewann 1982 und 1983 zweimal die argentinische Meisterschaft. Hernández indes spielte zwei Jahre für Torino Calcio und machte 57 Spiele (15 Tore) in der Serie A. In der Saison 1982/83 wurde ein achter Tabellenrang erreicht, 1983/84 wurde man Fünfter. Im gleichen Jahr wechselte Patricio Hernández zum Ligakonkurrenten Ascoli Calcio, mit dem er allerdings abstieg und daraufhin nach Argentinien zurückkehrte und sich CA River Plate aus Buenos Aires anschloss. Auch hier blieb er nur ein Jahr. Er war dabei aber Teil der Mannschaft von River Plate, die die Copa Libertadores 1986 gewann. In den Finalspielen gegen den kolumbianischen Vertreter América de Cali wurde Hernández aber nicht eingesetzt. Ebenfalls konnte Patricio Hernández mit River Plate 1986/87 die argentinische Meisterschaft gewinnen. 1987 wechselte er dann zu den Argentinos Juniors. Dort spielte er zwei Jahre in der höchsten argentinischen Spielklasse und absolvierte 75 Ligaspiele für die Argentinos Juniors und erreichte mit dem Verein jeweils Positionen im Mittelfeld der Primera División. 1989 spielte er ein Jahr für Cruz Azul in Mexiko, ehe er zu den Argentinos Juniors zurückkehrte. Von dort aus ging er 1991 zu CA Huracán, ebenfalls aus Buenos Aires. Hier spielte er ein Jahr im unteren Mittelfeld der Primera División Fußball, ehe er seine fußballerische Laufbahn im Jahre 1993 bei Instituto Atlético Central Córdoba beendete.

### Nationalmannschaft
Patricio Hernández wurde zwischen 1979 und 1982 zehn Mal in der argentinischen Fußballnationalmannschaft eingesetzt. Ein Tor gelang ihm dabei nicht. Von Nationaltrainer César Luis Menotti wurde Hernández ins Aufgebot der Südamerikaner für die Fußball-Weltmeisterschaft 1982 in Spanien berufen. Bei dem Turnier, in das die Argentinier als Titelverteidiger gestartet waren, kam er jedoch nicht zum Einsatz. Seine Mannschaft indes erreichte die Zwischenrunde, nachdem in der Gruppenphase der zweite Platz hinter Belgien und vor Ungarn und El Salvador belegt wurde. In der zweiten Gruppenphase scheiterte man dann gegen den späteren Weltmeister Italien und Brasilien.

## Trainerlaufbahn
Nach dem Ende seiner aktiven Karriere wurde Patricio Hernández Trainer. Er trainierte unter anderem die Mannschaft seines alten Vereine Estudiantes de La Plata, für den er von 1998 bis 1999 an der Seitenlinie fungierte. Auch war er Trainer zum Beispiel von CA Banfield (1997 und 2007), dem Racing Club (2000), River Plate (2001) und beim costa-ricanischen Verein Deportivo Saprissa (2001). Große Erfolge blieben während seiner Trainerlaufbahn allerdings aus.